# Тур де Ски 2006/2007
Тур де Ски 2006/2007 — первая в истории многодневная лыжная гонка под эгидой Международной федерации лыжного спорта. Стартовала 31 декабря 2006 года в немецком Оберхофе, а финишировала 7 января 2007 на склоне горы Альпе де Чермис в Италии.
Первыми победителями многодневки стали немец Тобиас Ангерер и финка Вирпи Куйтунен, которые также выиграли общий зачет сезона 2006/2007.

## Этапы

### Мужчины
| Дата            | Место проведения | Дисциплина                            | Победитель       | Второе место       | Третье место     |
| --------------- | ---------------- | ------------------------------------- | ---------------- | ------------------ | ---------------- |
| 29 декабря 2006 | Нове-Место       | 4 км классическим стилем, пролог      | Старт отменён    | Старт отменён      | Старт отменён    |
| 30 декабря 2006 | Нове-Место       | 15 км свободным стилем, преследование | Старт отменён    | Старт отменён      | Старт отменён    |
| 31 декабря 2006 | Мюнхен           | Спринт свободным стилем               | Кристоф Айгенман | Девон Кершоу       | Родди Даррагон   |
| 2 января 2007   | Оберстдорф       | Скиатлон 10+10 км                     | Венсан Витто     | Александр Легков   | Тобиас Ангерер   |
| 3 января 2007   | Оберстдорф       | 15 км классическим стилем             | Франц Гёринг     | Рене Зоммерфельдт  | Тобиас Ангерер   |
| 5 января 2007   | Азиаго           | Спринт свободным стилем               | Тур Арне Хетланн | Тобиас Фредрикссон | Петтер Нортуг    |
| 6 января 2007   | Валь-ди-Фьемме   | 30 км классикой масс-старт            | Эльдар Рённинг   | Иван Алыпов        | Сами Яухоярви    |
| 7 января 2007   | Валь-ди-Фьемме   | 15 км свободным стилем Финальная гора | Сергей Ширяев    | Александр Легков   | Джорджо Ди Чента |

### Женщины
| Дата            | Место проведения | Дисциплина                            | Победитель             | Второе место           | Третье место       |
| --------------- | ---------------- | ------------------------------------- | ---------------------- | ---------------------- | ------------------ |
| 29 декабря 2006 | Нове-Место       | 3 км классическим стилем, пролог      | Старт отменён          | Старт отменён          | Старт отменён      |
| 30 декабря 2006 | Нове-Место       | 10 км свободным стилем, преследование | Старт отменён          | Старт отменён          | Старт отменён      |
| 31 декабря 2006 | Мюнхен           | Спринт свободным стилем               | Марит Бьёрген          | Арианна Фоллис         | Чандра Кроуфорд    |
| 2 января 2007   | Оберстдорф       | Скиатлон 5+5 км                       | Кристин Стёрмер Стейра | Валентина Шевченко     | Ольга Завьялова    |
| 3 января 2007   | Оберстдорф       | 10 км классическим стилем             | Петра Майдич           | Кристин Стёрмер Стейра | Вирпи Куйтунен     |
| 5 января 2007   | Азиаго           | Спринт свободным стилем               | Вирпи Куйтунен         | Марит Бьёрген          | Арианна Фоллис     |
| 6 января 2007   | Валь-ди-Фьемме   | 15 км классикой масс-старт            | Вирпи Куйтунен         | Айно-Кайса Сааринен    | Марит Бьёрген      |
| 7 января 2008   | Валь-ди-Фьемме   | 10 км свободным стилем Финальная гора | Катержина Нойманова    | Кристин Стёрмер Стейра | Валентина Шевченко |

## Результаты

### Мужчины
| Место | Лыжник           | Страна   | Время     |
| ----- | ---------------- | -------- | --------- |
| 1     | Тобиас Ангерер   | Германия | 3:29:49.7 |
| 2     | Александр Легков | Россия   | +46.4     |
| 3     | Симен Эстенсен   | Норвегия | +50.2     |
| 4     | Петтер Нортуг    | Норвегия | +1:07.0   |
| 5     | Тур Арне Хетланн | Норвегия | +1:09.4   |
| 6     | Франц Гёринг     | Германия | +1:18.7   |

| Место | Лыжник             | Страна   | Очки |
| ----- | ------------------ | -------- | ---- |
| 1     | Тур Арне Хетланн   | Норвегия | 73   |
| 2     | Тобиас Фредрикссон | Швеция   | 68   |
| 3     | Симен Эстенсен     | Норвегия | 59   |
| 4     | Петтер Нортуг      | Норвегия | 56   |
| 5     | Бьёрн Линд         | Швеция   | 53   |
| 6     | Маркус Хельнер     | Швеция   | 44   |

### Женщины
| Место | Лыжница             | Страна    | Время     |
| ----- | ------------------- | --------- | --------- |
| 1     | Вирпи Куйтунен      | Финляндия | 2:20.15.3 |
| 2     | Марит Бьорген       | Норвегия  | +1:17.5   |
| 3     | Валентина Шевченко  | Украина   | +1:20.8   |
| 4     | Айно-Кайса Сааринен | Финляндия | +1:21.8   |
| 5     | Катержина Нойманова | Чехия     | +1:23.8   |
| 6     | Петра Майдич        | Словения  | +1:52.0   |

| Место | Лыжница             | Страна    | Очки |
| ----- | ------------------- | --------- | ---- |
| 1     | Вирпи Куйтунен      | Финляндия | 130  |
| 2     | Марит Бьорген       | Норвегия  | 105  |
| 3     | Айно-Кайса Сааринен | Финляндия | 77   |
| 4     | Арианна Фоллис      | Италия    | 70   |
| 5     | Бритта Норгрен      | Швеция    | 50   |
| 6     | Чандра Кроуфорд     | Канада    | 49   |